# クルバキノ空軍基地
クルバキノ空軍基地（クルバキノくうぐんきち、ウクライナ語: Аеродром Кульбакине）は、ムィコラーイウ州ムィコラーイウに位置する、ウクライナ空軍の基地である。Su-25攻撃機を運用する第299戦術航空旅団が所在しているほか、航空機の修理・改修を行うムィコラーイウ航空機修理工場が所在している。
2022年のロシアによるウクライナ侵攻で基地はロシア連邦軍に占領されたが、3月4日にウクライナ軍が奪還した。

## 所在部隊
南部航空管区隷下
- 第299戦術航空旅団 - Su-25/UB、Su-25M1/M1K/UBM1、L-39

ウクライナ海軍隷下
- 第10海軍航空旅団
  - 固定翼飛行隊 - An-2T、An-26、Be-12
  - 回転翼飛行隊 - Ka-27、Ka-29、Ka-226、Mi-2MSB-V（ウクライナ語版）、Mi-8、Mi-9、Mi-14PL/PS
  - 無人機飛行隊 - バイラクタル TB2[3]